# Книга Премудрості Ісуса, Сина Сираха
Сираха — второканонічна книга, що входить до канону книг Старого Заповіту. Історично належить до второканонічних книг, оскільки не визнається євреями та протестантами і ними вважається апокрифом. Ця книга має дві назви. Перша з них — Еклесіаст (лат. liber ecclesiasticus — Церковна Книга) — латинська, яку вже згадує св. Кипріян, і яка свідчить про те, що книгу широко вживали в Катехитичному навчання ранньої церкви. Друга назва — Бен Сираха, або просто Книга Сираха — наголошує на особі автора.

## Автор і час написання
Ісус бен Сирах був мудрецем, навчав мудрості і жив у Єрусалимі наприкінці ІІІ — початку II ст. до н. е. У цей період Палестина перейшла під панування Селевкідів. Володарі наполегливо поширювали елліністичну культуру. Виникла загроза ослаблення і згасання віри батьків. За таких обставин постала Книга Сираха. ЇЇ автор був віруючою людиною, дуже прив'язаною до традицій мудрості, сповнений поваги до Закону. Усе це він прагнув передати своїм учням, протиставивши небезпечним для ягвізму нововведенням. Цій меті мала слугувати Книга написана у 190—180 р. до н. е. Книгу Сираха написану єврейською мовою (правдоподібно, що в ті часи вона мала назву «Мудрість Сираха»), переклав на грецьку онук Бен Сираха. У пролозі перекладач оповідає коли і за яких обставин він узявся до праці. Переклад твору було розпочато у 132 р. до н. е. і закінчено через кільканадцять років. Сучасні видання Біблії користуються саме грецьким перекладом, бо єврейський текст загинув. Однак, завдяки археологічним відкриттям, нещодавно стала відома значна частина єврейського тексту.

## Розділи Книги
Книга починається після прологу перекладача гімном мудрості. Цей гімн отримує своє продовження у низці висловлювань на тему мудрості страху Божого. Далі автор формує основи виховання мудрості. Перші кроки у в напрямку мудрості — повага до старших і всього того, що перевищує можливості розуміння початківця, а крім того — діла милосердя, що роблять учня мудрості улюбленцем Бога і людей. Хто старається здобути правдиву мудрість, мусить навчитися розпізнавати правдиві цінності: правдивий і фальшивий сором, уповання і зухвальство, моє бачити користь і небезпеки, що випливають з приятелювання. Учитель докладає багато зусиль, щоби навчити уповання на Бога й правильного і поміркованого користування земним добром. Багато місця присвячено застереженню від непомірності у мові та від пристрастей. Цю частину Книги автор закінчує гімном, у якому мудрість — головна дійова особа Книги, розповідає про себе.

Наступна частина Книги є немов би заповітом автора. У ньому він наголошує, що мудрець залишає у спадок мудрість і багатий досвід. ВІн знає, що потрібні всі професії, які служать ближньому, однак завдання мудреця перевищує все. Ця думка викликає у нього справжнє захоплення, тож автор з піднесення співає гімн на славу Бога, про мудрість славу якого свідчать творіння. Далі він прославляє тих, хто з Божої волі, вершив великі діла в історії народу. Це так звана «похвала батьків», невідомий досі у історії мудреців спосіб роздумувати над священною історією. Перед нами проходять великі постаті Старого Завіту, починаючи від Еноха і Ноя. Три з них — Соломон, Ровоам і Єровоам — заслуговують на суворий суд. Осудливі слова звернені до всіх царів, за винятком Давида, Єзекії та Йосії. Але назагал Сирах пишається минулим народу, усіма ділами, які Бог вчинив за посередництвом своїх святих. Сирах високо цінує священництво. Він згадує давню святість народних героїв і висловлює палке прохання й впевненість, що «розквітнуть їхні кості».

Ці слава Сирах написав напередодні макавейського повстання. І оскільки він до нього не дожив, то міг уважати, що його прагнення й благання дочекалися свого здійснення.